# Bilirubina ossidasi
La bilirubina ossidasi è un enzima appartenente alla classe delle ossidoreduttasi, che catalizza la seguente reazione:
2 bilirubina + O2 ⇄ 2 biliverdina + 2 H2O